# Rhamphomyia monacha
Rhamphomyia monacha är en tvåvingeart som beskrevs av Bartak 2002. Rhamphomyia monacha ingår i släktet Rhamphomyia och familjen dansflugor. Inga underarter finns listade i Catalogue of Life.